# HELLO WORLD (SCANDAL專輯)
《HELLO WORLD》是由日本樂團SCANDAL所發行的第6張錄音專輯，於2014年12月3日發行。
本專輯於發售首週獲得ORICON週排行第三名的成績

## 概要
此專輯與前作《STANDARD》相隔約1年發行；和前作相似，這張專輯的完全生產限定盤附有特製T恤一件，初回生產限定盤收錄介紹專輯製作和錄音過程的DVD，通常版則隨機包含了其中一名成員的寫真貼紙；以及LP唱片版本。

本張專輯和以往的作品相較之下，大幅增加了由成員所創作的詞曲作品。

## 曲目
1. Image 

詞曲：MAMI　編曲：田口圭太
2. Your song

詞曲：SCANDAL　編曲：龜田誠治
單曲《黎明的流星雨》之中的B面曲。
3. love in action 
詞曲：MAMI　編曲：田口圭太
4. Departure
詞曲：MAMI　編曲：龜田誠治
歌詞描寫畢業時節的情景。
5. Graduation
詞曲：HARUNA　編曲：田口圭太
 HARUNA solo曲
6. 黎明的流星雨 

作詞:TOMOMI、田中秀典　作曲：田中秀典　編曲：龜田誠治
為神奇寶貝電影版『XY破壞之繭與蒂安希』之片尾曲。
7. 許願的NAVIGATION （お願いナビゲーション）
作詞:RINA　作曲：MAMI　編曲：MAMI、川口圭太
8. Runners High
作詞：HARUNA　作曲：田鹿祐一　編曲：小田倉 裕
9. 看書 （本を読む）
詞曲：MAMI　編曲：川口圭太、MAMI
MAMI solo曲
10. 罐裝啤酒 （缶ビール）
詞曲：TOMOMI　編曲：川口圭太
TOMOMI solo曲
11. Winter Story 
作詞：RINA　作曲：MAMI/ RINA　編曲：白石Satori
12. 晚安 （おやすみ） 
詞曲：RINA　編曲：川口圭太
 RINA solo曲
13. Place of life （feat.小室哲哉） 
作詞：小室哲哉、SCANDAL　作曲：小室哲哉

### 附錄DVD
- SCANDAL Talking about “HELLO WORLD”

此專輯發售後，SCANDAL於2015年1月底展開日本國內巡迴，並預計於2015年5月起於歐洲、美國、墨西哥、台灣、香港、新加坡等地進行世界巡迴演唱會。